# Junqueiro (ort)
Junqueiro är en ort i Brasilien.   Den ligger i kommunen Junqueiro och delstaten Alagoas, i den östra delen av landet, 1 400 km nordost om huvudstaden Brasília. Junqueiro ligger 186 meter över havet och antalet invånare är 7 740.
Terrängen runt Junqueiro är platt. Närmaste större samhälle är São Sebastião, 8,6 km väster om Junqueiro.
Omgivningarna runt Junqueiro är en mosaik av jordbruksmark och naturlig växtlighet. Runt Junqueiro är det ganska tätbefolkat, med 111 invånare per kvadratkilometer.